# Torbjørn Røe Isaksen

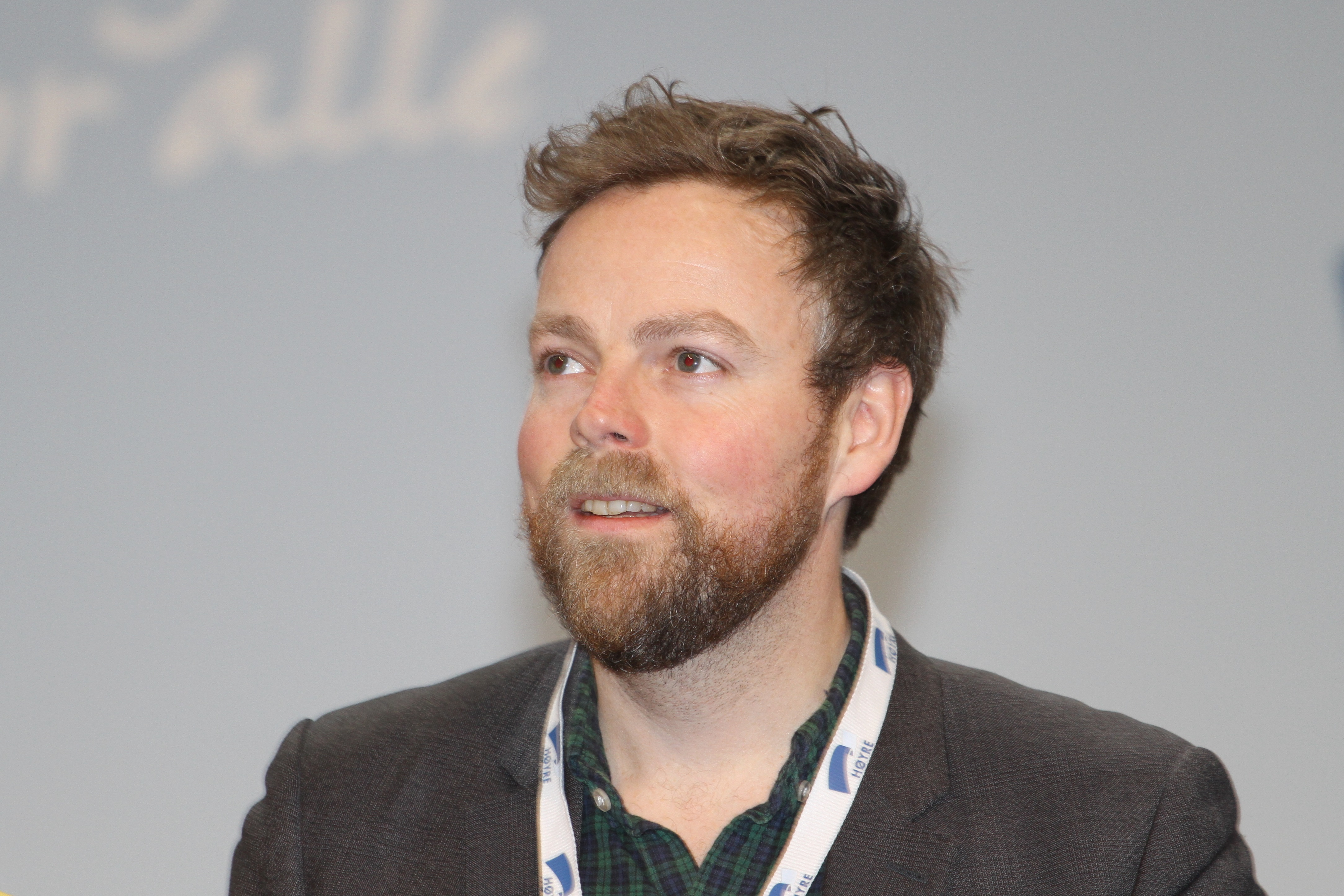
Torbjørn Røe Isaksen, 2017

Torbjørn Røe Isaksen (* 28. Juli 1978 in Ålesund) ist ein norwegischer Politiker. Bis 2021 gehörte er der konservativen Partei Høyre an. Er war von Oktober 2013 bis Januar 2018 der Bildungsminister und anschließend bis Januar 2020 der Wirtschaftsminister seines Landes. Von Januar 2020 bis Oktober 2021 war er der Arbeits- und Sozialminister in der Regierung Solberg. Zwischen 2009 und 2017 war er Abgeordneter im Storting.

## Leben
Isaksen, der von 1996 bis 2002 als freier Journalist in Porsgrunn tätig war, studierte zwischen 1999 und 2008 Politikwissenschaft an der Universität Oslo, wo er einen Masterabschluss erlangte. In der Zeit von 2004 bis 2008 fungierte er als Vorsitzender von Unge Høyre, der Jugendorganisation seiner Partei.
Von 1999 bis 2003 sowie zwischen 2008 und 2011 saß Torbjørn Røe Isaksen im Kommunalparlament von Porsgrunn. Bei der Parlamentswahl 2009 zog er erstmals in das norwegische Nationalparlament Storting ein. Dort vertrat er den Wahlkreis Telemark und wurde Mitglied im Arbeits- und Sozialausschuss. Bei der Wahl 2013 erhielt er erneut ein Mandat, er wurde aber ab Oktober 2013 von Solveig Sundbø Abrahamsen vertreten, da er als Regierungsmitglied sein Mandat ruhen lassen musste.

### Minister
Am 16. Oktober 2013 wurde Isaksen zum Bildungsminister in der Regierung Solberg ernannt. Am 17. Januar 2018 wurde er Wirtschaftsminister in der nach dem Regierungsbeitritt der Partei Venstre teilweise neu gebildeten Regierung Solberg. Nach dem Regierungsaustritt der Fremskrittspartiet (FrP) übernahm er am 24. Januar 2020 das Amt des Arbeits- und Sozialministers von Parteikollegin Anniken Hauglie in der erneut umgebauten Regierung. Bedingt durch den Rücktritt des Fischereiministers Geir Inge Sivertsen wurde Isaksen vom 2. März 2020 bis zum 13. März zusätzlich kommissarischer Fischereiminister.

### Rückzug aus der Politik
Am 27. Mai 2020 erklärte er, bei der Parlamentswahl 2021 nicht um einen Sitz im Storting kandidieren zu wollen. Er gab weiter an, im Anschluss an die Wahl die Spitzenpolitik verlassen zu wollen. Seine Amtszeit als Arbeits- und Sozialminister endete am 14. Oktober 2021 mit dem Abtritt der Regierung Solberg. Im Dezember 2021 gab Isaksen seinen Austritt aus der Partei Høyre bekannt. Als Grund für den Austritt nannte er, dass er für seinen neuen Posten als Redakteur bei E24 keine parteipolitische Bindung mehr haben möchte.